# Ciortești
Ciortești est une commune roumaine située dans le județ de Iași.